# Aeroportul Comitán
Aeroportul Comitán (IATA: CJT, ICAO: MMCO) este un aeroport din Chiapas, Mexic ce deservește zona Comitán⁠(d). A fost numit după zona deservită.
Situat la o altitudine de 1.570 m, aeroportul dispune de o singură pistă. Este operat de Secretaría de la Defensa Nacional de México⁠(d).